# Грабузова, Татьяна Валерьевна
Татьяна Валерьевна Грабузова (род. 9 февраля 1967, Казань) — испанская, ранее советская и российская шахматистка, гроссмейстер (1994) среди женщин. Тренер.
Занималась у Михаила Шерешевского, Бориса Злотника и Сергея Кишнёва.
Пятикратная чемпионка Москвы (1986, 1991, 1997, 2003 и 2007), обладательница Кубка России 1992 года, чемпионка Германии 1995 года, победительница международных турниров в Бледе (1990), Москве (1992), Таллине (2006).
С сентября 2022 года выступает под флагом Испании.

## Изменения рейтинга
| Графики недоступны из-за технических проблем. См. информацию на Фабрикаторе и на mediawiki.org. |